# Minna Bernays
Pour les articles homonymes, voir Bernays.
Minna Bernays, née le 18 juin 1865 à Hambourg et morte en 1941 à Londres, est la belle-sœur de Sigmund Freud, cadette de son épouse Martha Bernays. Elle est connue dans l'histoire de la sphère privée du fondateur de la psychanalyse pour sa proximité intime et intellectuelle avec lui, discutée dans l'historiographie et en particulier dans le courant révisionniste.

## Biographie
Minna Bernays naquit dans la ville de Hambourg, quatre ans après sa sœur Martha, le 18 juin 1865. Elle était la plus jeune des sept enfants de Berman Bernays (1826-1879), fils de rabbin et commerçant juif, et d'Emmeline (1830-1910), née Philipp. Deux de ses frères et une sœur moururent en bas âge, tandis que le frère aîné décéda à dix-sept ans, probablement de tuberculose.
L'enfance et la scolarité de Minna ne sont pas particulièrement connus. En 1869, à ses quatre ans, la famille déménagea à Vienne, après la peine de prison pour banqueroute frauduleuse de son père qui mourut en décembre. Elle fut dès lors sous la tutelle légale de sa mère et de Sigmund Pappenheim, le père de Bertha, le « cas Anna O. » de Josef Breuer.
Minna fut atteinte de tuberculose, ce qui la contraignit en 1882 à une cure en Sicile,. Elle se fiança en février de la même année avec Ignaz Schönberg, étudiant à Vienne puis docteur en philosophie orientale en 1884, nommé à l'Institut indien d'Oxford mais qui contracta la même maladie, dut démissionner et annula ses fiançailles en 1885. Il mourut l'année suivante en 1886. Minna se résolut dès lors à rester célibataire.
De 1883 à 1885, elle s'occupa essentiellement de sa mère à Hambourg qui exigeait des soins constants et travailla brièvement comme dame de compagnie et préceptrice d'enfant, elle avait pour projet un atelier de travaux manuels, comme celui que l'une des sœurs de Freud dirigeait.
En novembre 1885, elle s'installa pour quelques mois chez sa sœur et son beau-frère, avant d'obtenir un poste en mars 1896 à Francfort duquel elle démissionna en juin pour s'installer définitivement dans le foyer des Freud.
Elle secondait sa sœur, en prenant part aux tâches quotidiennes, à l'occupation des enfants, elle pratiquait également  des travaux manuels esthétiques dont elle faisait des cadeaux, prenait en charge et correspondait avec les invités et élèves de Freud, jouait au mah-jong et au tarot avec lui et corrigeait ses écrits.
Dès 1887, Minna et Freud firent des voyages ensemble par divers moyens de transports, de quelques jours à plusieurs semaines, dans des lieux touristiques ou de cure en Bavière, en Italie du Nord, dans le Tyrol du Sud et en Engadine. Martha, avec laquelle il voyageait moins, restait avec les enfants. Minna accompagnait les enfants, lors des vacances d'été, à Bad Reichenhall, Berchtesgaden ou Bad Aussee.
En mai 1938, elle put émigrer au Royaume-Uni, quelques semaines avant Sigmund, Martha et Anna Freud, car elle avait gardé la nationalité allemande que sa sœur avait abandonnée.
Elle mourut en 1941 d'une crise cardiaque.

## Personnalité
Minna Bernays était une femme intelligente, grande lectrice, en allemand ou en anglais dans le texte, en particulier de romans, faisant preuve d'esprit, de sens de l'humour voire de sarcasmes, non dénuée d'une certaine austérité. 
Elle fut souvent malade, souffrant de migraines, de troubles digestifs, cardiaques ou oculaires, ainsi que de tuberculose.
Contrairement à sa sœur, elle resta proche des traditions juives. Unique membre de la famille à refuser d'être incinérée, elle fut inhumée.

## Rapports avec Freud
Selon Albrecht Hirschmüller, ainsi qu'Élisabeth Roudinesco et Michel Plon, les rapports entre le psychanalyste et sa belle-sœur ont souvent donné lieu à des « spéculations » et à des « fantasmes »,.
En 1957, Carl Gustav Jung déclara dans une interview que Minna avait eu une liaison amoureuse avec Freud, mais Hirschmüller juge cette affirmation peu « crédible », tout comme les velléités d'en trouver les preuves dans L'Interprétation du rêve ou dans la Psychopathologie de la vie quotidienne, comme a pu le faire à la fin des années 1970 l'historien — « révisionniste » selon Roudnesco et Plon — Peter Swales (en), qu'il poursuivit par une enquête conclue par une conférence retentissante en 1981,,.
Pour Hirschmüller, la correspondance — deux cent lettres écrites entre 1882 et 1938 — ne permet de conclure à rien d'autre qu'une « forte connivence spirituelle ». Cette correspondance est « très ouverte et très intime » et si, comme en font état Roudinesco et Plon, quand Freud s'éprit de Martha, il se sentit également attiré par Minna, qui fut une « confidente », « une relation charnelle aurait posé trop de problèmes et aurait détruit le lien avec Martha qui était fondamental pour Freud, mais différent de celui qu'il entretenait avec Minna », d'après Hirschmüller.
Selon Roudinesco et Plon, il s'agit donc d'une invention de Jung avant de « devenir un fantasme majeur de l'historiographie révisionniste et anti-freudienne, aux États-Unis et dans le monde entier ».

## Correspondance
- (de) Sigmund Freud/Minna Bernays. Briefwechsel 1882-1938, Albrecht Hirschmüller (éd.), Tübingen, edition diskord, 2005, 399 p.  (ISBN 3-89295-757-6)
- (fr) Sigmund Freud et Minna Bernays (trad. Olivier Mannoni, préf. Élisabeth Roudinesco, édition établie par Albrecht Hirschmüller), Correspondance : 1882-1938 : Sigmund Freud / Minna Bernays [« Sigmund Freud/Minna Bernays. Briefwechsel 1882-1938 »], Paris, Seuil, 2015 (1re éd. 2005), 496 p. (ISBN 978-2-02-113973-0 et 2-02-113973-5)[11].